# Elena Guerra (lekkoatletka)
Elena Lucia Guerra Barbero (ur. 20 stycznia 1976 w Montevideo) – urugwajska lekkoatletka specjalizująca się w biegach średniodystansowych.

## Życiorys
Guerra swoją przygodę ze sportem zaczynała od pływania, hokeja i lekkoatletyki. Profesjonalną karierę sportową rozpoczęła w wieku 18 lat. Zajęła 4. miejsce w biegu na 1500 metrów oraz 7. na 800 metrów podczas mistrzostw Ameryki Południowej 1999 w Bogocie. W 2001 została mistrzynią Urugwaju w biegach na 1500 i 5000 metrów. Wystąpiła na igrzyskach olimpijskich 2004 w Atenach. Brała udział konkurencji biegu na 1500 m. Zakończyła rywalizację na przedostatnim, 14. miejscu w biegu eliminacyjnym z czasem 4:35,31.
W 2014 była rekordzistką Urugwaju na 1500, 3000, 5000 i 10 000 metrów. W grudniu 2018 pozostała rekordzistką jedynie w ostatniej z konkurencji.

## Rekordy życiowe
Rekordy życiowe Eleny Guerry w biegach lekkoatletycznych: 
- 800 metrów: 2:13,66 (27 czerwca 1999, Bogota),
- 1500 m: 4:27,98 (21 maja 2000, Rio de Janeiro),
- 3000 metrów: 9:38,71 (11 kwietnia 2004, Mar del Plata),
- 5000 metrów: 16:46,65 (18 kwietnia 2004, Montevideo),
- 10 000 metrów: 36:07,7 (16 kwietnia 2004, Montevideo).